# IC 2136
IC 2136 — галактика типу Sc (компактна спіральна галактика) у сузір'ї Голуб.
Цей об'єкт міститься в оригінальній редакції індексного каталогу.